# Ernst von Hessen-Rotenburg
Ernst von Hessen-Rotenburg (* 28. September 1758 in Frankfurt am Main; † 27. Oktober 1784 im Kaukasus) war ein landgräflicher Prinz aus der Nebenlinie Hessen-Rotenburg des Hauses Hessen und wurde Offizier in der Hessen-kasselschen Armee.

## Leben
Ernst war ein Sohn des paragierten Landgrafen Konstantin von Hessen-Rotenburg (1716–1778) und dessen Gemahlin Sophie von Starhemberg (1722–1773). Seine Geschwister waren:
- Karl Emanuel (1746–1812)
- Clementina (1747–1813)
- Hedwig (1748–1801)
- Christian (1750–1782)
- Karl Konstantin (1752–1821)
- Antonia Friderica Josepha (1753–1823) und
- Wilhelmina (1755–1816).

Mit päpstlicher Dispens wurde Ernst bereits in seinem ersten Lebensjahr als Ritterbruder in den Malteserorden (norddeutscher Zweig) aufgenommen. Im Jahr darauf kam die (fiktive) Ernennung zum Garde-Kapitän in Kassel. Seine militärische Laufbahn begann, als er 1773 durch Vermittlung seiner Tante Christine, die durch Heirat Fürstin von Carignan geworden war, als Kadett an die königliche Akademie in Turin kam. 1776 wurde er zum Oberstleutnant der Dritten Garde in Kassel bestellt. Für nur kurze Zeit kam er zum Régiment Royal-Allemand cavalerie und ließ sich zum Zweck der Ableistung eines zweijährigen Noviziats in Malta beurlauben. 
1779 kehrte er nach Kassel zurück. Am 22. November 1781 heiratete er in Burgsteinfurt Christine von Bardeleben (1765–1835), Tochter des Generalleutnants Ernst Christoph von Bardeleben (1716–1784) und dessen Ehefrau Charlotte Margaretha von Einsiedel (1730–1808). Zuvor hatte er für einen Skandal gesorgt, als er Christine in der Nacht vom 11. auf den 12. Oktober 1781 entführte, obwohl sie bereits dem Baron de Bullo versprochen war. Als Folge des Skandals um die Entführung seiner späteren Ehefrau konnte Ernst nicht mehr in sein Kasseler Regiment zurückkehren. So kam er 1782 als Oberstleutnant und Kommandeur eines Jägerbataillons in die russische Armee. Er wurde während des russisch-türkischen Krieges Opfer eines Gefechts im Kaukasus und sein Leichnam wurde in der Nähe von Tiflis beigesetzt.